# Дядьковицька сільська територіальна громада
Дядьковицька сільська територіальна громада — територіальна громада України, в Рівненському районі Рівненської області. Адміністративний центр — село Дядьковичі.
Площа громади — 156,99 км², населення — 5718 мешканців (2018).
Утворена 27 липня 2018 року шляхом об'єднання Верхівської, Дядьковицької та Малошпаківської сільських рад Рівненського району.

## Населені пункти
До складу громади входять 17 сіл: Великий Шпаків, Верхівськ, Гуменники, Дворовичі, Дядьковичі, Заріцьк, Іваничі, Кривичі, Макотерти, Малий Шпаків, Милостів, Переділи, Пересопниця, Підгірці, Плоска, Шостаків та Ясининичі.